# Ramal do Glicério
| Streckenlänge: | 42,5 km                |              |              |
| Spurweite: | 1600 mm (Irische Spur) |              |              |
| |                        |              |              |
| \| \| \| von Niterói \| \| \| \| 222,2 \| Macaé \| Macaé \| \| \| \| nach Vitória \| \| \| \| 253,1 \| Mundéus \| Mundéus \| \| \| 264,7 \| Glicério \| Glicério \| |                        |              |              |
| Strecke |                        | von Niterói  | von Niterói  |
| Bahnhof | 222,2                  | Macaé        | Macaé        |
| Abzweig ehemals geradeaus und nach rechts |                        | nach Vitória | nach Vitória |
| Bahnhof (Strecke außer Betrieb) | 253,1                  | Mundéus      | Mundéus      |
| Kopfbahnhof Streckenende (Strecke außer Betrieb) | 264,7                  | Glicério     | Glicério     |

Der Ramal de Glicério ist eine historische Eisenbahnstrecke im Bundesstaat Rio de Janeiro in Brasilien.

## Geschichte
Der Ramal de Glicério wurde 1891 eröffnet und verbindet den Ort Glicério mit der Stadt Macaé, die an der Linha do Litoral liegt. Die Stichstrecke verfügte über einen Zwischenbahnhof. Die Strecke wurde am 22. August 1963 stillgelegt, die Gleise später wieder entfernt. 